# فريدريك جوتيكونست
فريدريك جوتيكونست (بالإنجليزية: Frederick Gutekunst)‏ (25 سبتمبر 1831 - 27 أبريل 1917) هو مُصَوِّرٌ فوتوغرافيٌّ أمريكي. ساهم في توثيق وتصويرِ أحداث الحرب الأهلية الأمريكية، ووسع أعماله إلى إنشاء أستوديوهاتٍ خاصَّةٍ بالتَّصوير الفوتوغرافيِّ.